# Liste des réacteurs nucléaires au Royaume-Uni
La liste des réacteurs nucléaires du Royaume-Uni compte en février 2024, 9 réacteurs nucléaires électrogènes et deux autres réacteurs en construction répartis sur cinq sites nucléaires, ainsi que des réacteurs de recherche et 36 réacteurs électrogènes définitivement arrêtés. Les réacteurs de puissance ont produit en 2021 45,868 TWh d'électricité, soit 14,8 % de l'électricité du Royaume-Uni .
| \| Dungeness Hartlepool Hunterston Heysham Hinkley Point Torness Sizewell Berkeley Bradwell Calder Hall Chapelcross Dounreay Oldbury Trawsfynydd Winfrith Wylfa \| Localisation des centrales nucléaires au Royaume-Uni |
| Dungeness Hartlepool Hunterston Heysham Hinkley Point Torness Sizewell Berkeley Bradwell Calder Hall Chapelcross Dounreay Oldbury Trawsfynydd Winfrith Wylfa                                                            |

## Réacteurs de production d'électricité

### Réacteurs en construction ou en projet
Les constructions des deux réacteurs nucléaires EPR d’Hinkley Point C 1 et 2 ont officiellement débuté le 11 décembre 2018 et le 12 décembre 2019.
En mai 2020, EDF a déposé une demande d’approbation d’un projet de construction de 2 EPR sur le site de la centrale nucléaire de Sizewell.

### Réacteurs en service
En février 2024, le Royaume-Uni compte 5 centrales nucléaires équipées de 9 réacteurs nucléaires opérationnels : 8 réacteurs avancés refroidis au gaz (AGR) et un réacteur à eau pressurisée, Sizewell B, qui est le dernier réacteur à avoir été mis en service (en 1995).
Les caractéristiques de ces réacteurs sont données dans le tableau ci-après. Le rang indique le numéro d'ordre de mise en service de chacun des réacteurs. La puissance brute correspond à la puissance délivrée par l’alternateur. La puissance nette correspond quant à elle à la puissance délivrée sur le réseau (puissance brute diminuée de la consommation interne de la centrale) et sert d'indicateur en termes de puissance installée.
| Centrale nucléaire | Nom du réacteur | Rg  | Type | Modèle | Puissance nominale[MW] | Puissance nominale[MW] | Puissance nominale[MW] | Exploitant | Construct. | Début constr. | Raccord. au réseau | Mise en service comm. |
| Centrale nucléaire | Nom du réacteur | Rg  | Type | Modèle | therm. (MWt)           | brute (MWe)            | nette (MWe)            | Exploitant | Construct. | Début constr. | Raccord. au réseau | Mise en service comm. |
| ------------------ | --------------- | --- | ---- | ------ | ---------------------- | ---------------------- | ---------------------- | ---------- | ---------- | ------------- | ------------------ | --------------------- |
| Hartlepool         | HARTLEPOOL-A1   | 19A | GCR  | AGR    | 1 500                  | 655                    | 595                    | EDF Energy | NPC        | oct 1968      | août 1983          | avril 1989            |
| Hartlepool         | HARTLEPOOL-A2   | 19B | GCR  | AGR    | 1 500                  | 655                    | 595                    | EDF Energy | NPC        | oct 1968      | oct 1984           | avril 1989            |
| Heysham            | HEYSHAM-A1      | 20A | GCR  | AGR    | 1 500                  | 625                    | 585                    | EDF Energy | NPC        | déc 1970      | juil 1983          | avril 1989            |
| Heysham            | HEYSHAM-A2      | 20B | GCR  | AGR    | 1 500                  | 625                    | 575                    | EDF Energy | NPC        | déc 1970      | oct 1984           | avril 1989            |
| Heysham            | HEYSHAM-B1      | 22A | GCR  | AGR    | 1 550                  | 680                    | 620                    | EDF Energy | NPC        | août 1980     | juil 1988          | avril 1989            |
| Heysham            | HEYSHAM-B2      | 22B | GCR  | AGR    | 1 550                  | 680                    | 620                    | EDF Energy | NPC        | août 1980     | nov 1988           | avril 1989            |
| Sizewell           | SIZEWELL-B      | 24  | REP  | SNUPPS | 3 425                  | 1 250                  | 1 188                  | EDF Energy | PPC        | juil 1988     | fév 1995           | sept 1995             |
| Torness            | TORNESS 1       | 23A | GCR  | AGR    | 1 623                  | 682                    | 600                    | EDF Energy | NNC        | août 1980     | mai 1988           | mai 1988              |
| Torness            | TORNESS 2       | 23B | GCR  | AGR    | 1 623                  | 682                    | 605                    | EDF Energy | NNC        | août 1980     | fév 1989           | fév 1989              |

### Réacteurs électrogènes arrêtés
36 réacteurs électrogènes sont à l'arrêt définitif :
| Nom                           | Type   | MWe Net | Date de début de construction | Date de couplage au réseau | Date de début d'exploitation commerciale | Date de mise à l'arrêt |
| ----------------------------- | ------ | ------- | ----------------------------- | -------------------------- | ---------------------------------------- | ---------------------- |
| Berkeley (2 réacteurs)        | Magnox | 276     | 1957                          | 1962                       | 1962                                     | 1989                   |
| Bradwell (2 réacteurs)        | Magnox | 246     | 1957                          | 1962                       | 1962                                     | 2002                   |
| Calder Hall (4 réacteurs)     | Magnox | 200     | 1953                          | 1956                       | 1959                                     | 2003                   |
| Chapelcross (4 réacteurs)     | Magnox | 240     | 1955                          | 1959                       | 1960                                     | 2004                   |
| Dungeness A (2 réacteurs)     | Magnox | 450     | 1960                          | 1965                       | 1965                                     | 2006                   |
| Dungeness B-1                 | AGR    | 545     | 1965                          | 1983                       | 1985                                     | 2021                   |
| Dungeness B-2                 | AGR    | 545     | 1965                          | 1985                       | 1989                                     | 2021                   |
| Hinkley Point A (2 réacteurs) | Magnox | 470     | 1957                          | 1965                       | 1965                                     | 2000                   |
| Hinkley Point B-1             | AGR    | 410     | 1967                          | 1976                       | 1978                                     | 2022                   |
| Hinkley Point B-2             | AGR    | 430     | 1967                          | 1976                       | 1976                                     | 2022                   |
| Hunterston A-1                | Magnox | 150     | 1957                          | 1964                       | 1964                                     | 1990                   |
| Hunterston A-2                | Magnox | 150     | 1957                          | 1964                       | 1964                                     | 1989                   |
| Hunterston B-1                | AGR    | 490     | 1967                          | 1976                       | 1976                                     | 2021                   |
| Hunterston B-2                | AGR    | 495     | 1967                          | 1977                       | 1977                                     | 2022                   |
| Oldbury (2 réacteurs)         | Magnox | 434     | 1962                          | 1967                       | 1968                                     | 2012                   |
| Sizewell A (2 réacteurs)      | Magnox | 420     | 1961                          | 1966                       | 1966                                     | 2006                   |
| Trawsfynydd (2 réacteurs)     | Magnox | 390     | 1959                          | 1965                       | 1965                                     | 1991                   |
| Windscale AGR                 | AGR    | 24      | 1958                          | 1962                       | 1963                                     | 1981                   |
| Wylfa 1                       | Magnox | 490     | 1963                          | 1971                       | 1971                                     | 2015                   |
| Wylfa 2                       | Magnox | 490     | 1961                          | 1971                       | 1971                                     | 2012                   |

- Dounreay UKAEA :
  - DFR : réacteur surgénérateur RNR, 11 MWe net (arrêté en 1977)[9]
  - PFR : réacteur surgénérateur RNR, 234 MWe net (arrêté en 1994)[10]
- Centrale nucléaire de Winfrith : Réacteur à eau lourde, 92 MWe net (arrêté en 1990)[11]

### Réacteurs en construction
| Centrale nucléaire | Nom du réacteur  | Rg  | Type | Modèle | Puissance nominale nette (MWe) | Exploitant | Construct. | Début constr. | Raccord. au réseau | Mise en service comm. | Refroidissement (source froide) |
| ------------------ | ---------------- | --- | ---- | ------ | ------------------------------ | ---------- | ---------- | ------------- | ------------------ | --------------------- | ------------------------------- |
| Hinkley Point C    | Hinkley Point C1 | 25A | REP  | EPR    | 1 650                          | EDF Energy | EDF Energy | déc 2018      |                    |                       | Canal de Bristol                |
| Hinkley Point C    | Hinkley Point C2 | 25B | REP  | EPR    | 1 650                          | EDF Energy | EDF Energy | déc 2019      |                    |                       | Canal de Bristoll               |

## Réacteurs de recherche
- Établissement de recherche atomique d'Harwell
  - GLEEP (en) (arrêté en 1990)
  - BEPO (arrêté en 1968)
  - LIDO (arrêté en 1974)
  - DIDO (arrêté en 1990)
  - PLUTO (en) (arrêté en 1990)
- Réacteur TRIGA Mark I de Billingham, Raffinerie ICI, (installé en 1971, arrêté en 1988)
- CONSORT, Imperial College London, Silwood Park campus, Ascot, Berkshire
- Dounreay VULCAN
  - PWR1/DSMP1, Rolls-Royce Naval Marine (arrêté en 1992)
  - PWR2, Rolls-Royce Naval Marine
- JASON (en) réacteur PWR, Greenwich, Londres (démantelé en 1999)
- JET réacteur à fusion, Culham
- Neptune - Rolls-Royce Naval Marine, Raynesway, Derby
- Sellafield (nommé Windscale jusqu'en 1971)
  - PILE 1 (arrêté en 1957 après l'incendie de Windscale)
  - PILE 2 (arrêté en 1957)
  - WAGR (arrêté en 1982)
- VIPER - Atomic Weapons Establishment, Aldermaston, Berkshire

### Sigles
1. ↑  NPC : Nuclear Power Co. Ltd.
2. ↑  PPC : PWR Power Projects Ltd
3. ↑  NNC : National Nuclear Corporation